# Erie Western Railway
Die Erie Western Railway (AAR-reporting mark: ERES) war eine Class-3-local railroad-Bahngesellschaft, die von 1977 bis 1979 in den US-Bundesstaaten Indiana und Illinois Güterverkehr auf Strecken mit einer Gesamtlänge von rund 300 km (zzgl. 100 km Trackage Rights) durchführte. Rund 255 km der eigenen Infrastruktur entfielen auf den westlichen Abschnitt der insolventen Erie Lackawanna Railway (EL), der im Gegensatz zu den meisten EL-Verbindungen östlich von Indiana 1976 nicht in das Conrail-Netz übernommen worden war. Nachdem die erzielten Einnahmen die Kosten und nötigen Investitionen nicht ausgleichen konnten, stellte die Erie Western im Juni 1979 den Betrieb ein. Bis Jahresende 1979 übernahm die Chicago & Indiana Railroad (AAR-reporting mark: CINR) ihre Aufgaben; anschließend wurde ein Großteil der Infrastruktur stillgelegt und abgebaut.

## Geschichte
Nachdem die Erie Lackawanna Railway (EL) am 26. Juni 1972 Zahlungsunfähigkeit anmelden musste, wurde der Geschäftsbetrieb nach amerikanischem Insolvenzrecht fortgeführt. Eine Integration in die von der United States Railway Association (USRA) als Auffanggesellschaft für die meisten in finanzielle Schwierigkeiten geratenen Bahnen im Nordosten der USA vorbereitete Consolidated Rail Corporation (Conrail) lehnten die EL-Anteilseigner und Unternehmensführung jedoch ab. Planungen zum Erwerb von großen Teilen der EL durch eine andere Bahngesellschaft, etwa das Chessie System, scheiterten allerdings bis Februar 1976, so dass Conrail zum Betriebsstart am 1. April 1976 auch einen Großteil des EL-Bahnbetriebs übernahm.
Während ein Großteil der EL-Anlagen östlich von Marion (Ohio) auf Conrail überging, hatte die neue Bahngesellschaft aufgrund paralleler und kreuzender, von Penn Central übernommener Verbindungen keine Verwendung für die gut 450 km lange EL-Hauptstrecke von Marion nach Hammond bei Chicago. Die USRA hatte in ihrem Preliminary System Plan und dem folgenden Final System Plan von einer Übernahme der Strecke in Conrail abgeraten. Als Grundlage dienten ihr dabei u. a. die Frachtzahlen der EL für 1973. Auf dem Abschnitt Lima–Huntington (je ausschließlich) waren 1973 1226 Güterwagen von lokalen Frachtkunden versandt oder empfangen worden, auf dem Abschnitt Huntington–Hammond (je einschließlich) 7097 Güterwagen. Ein Großteil des Aufkommens fiel in Orten an, die auch durch kreuzende oder anschließende Bahnstrecken anderer Betreiber erschlossen waren. An den ausschließlich durch die EL erschlossenen Orten waren oft nur wenige Wagen im Jahr beladen worden. Signifikante Ausnahmen bildeten Markle mit 333 Wagen, Akron mit 488 Wagen und Monterey mit 1054 Wagen im Jahr 1973.
Diese Infrastruktur verblieb somit bei der als Unternehmen ohne Bahnbetrieb weiter bestehenden EL. Der in Indiana gelegene Abschnitt wurde allerdings mit USRA-Mandant vom Bundesstaat Indiana gemietet, der zunächst Conrail bis in den Sommer 1977 mit der Bedienung lokal ansässiger Frachtkunden beauftragte.

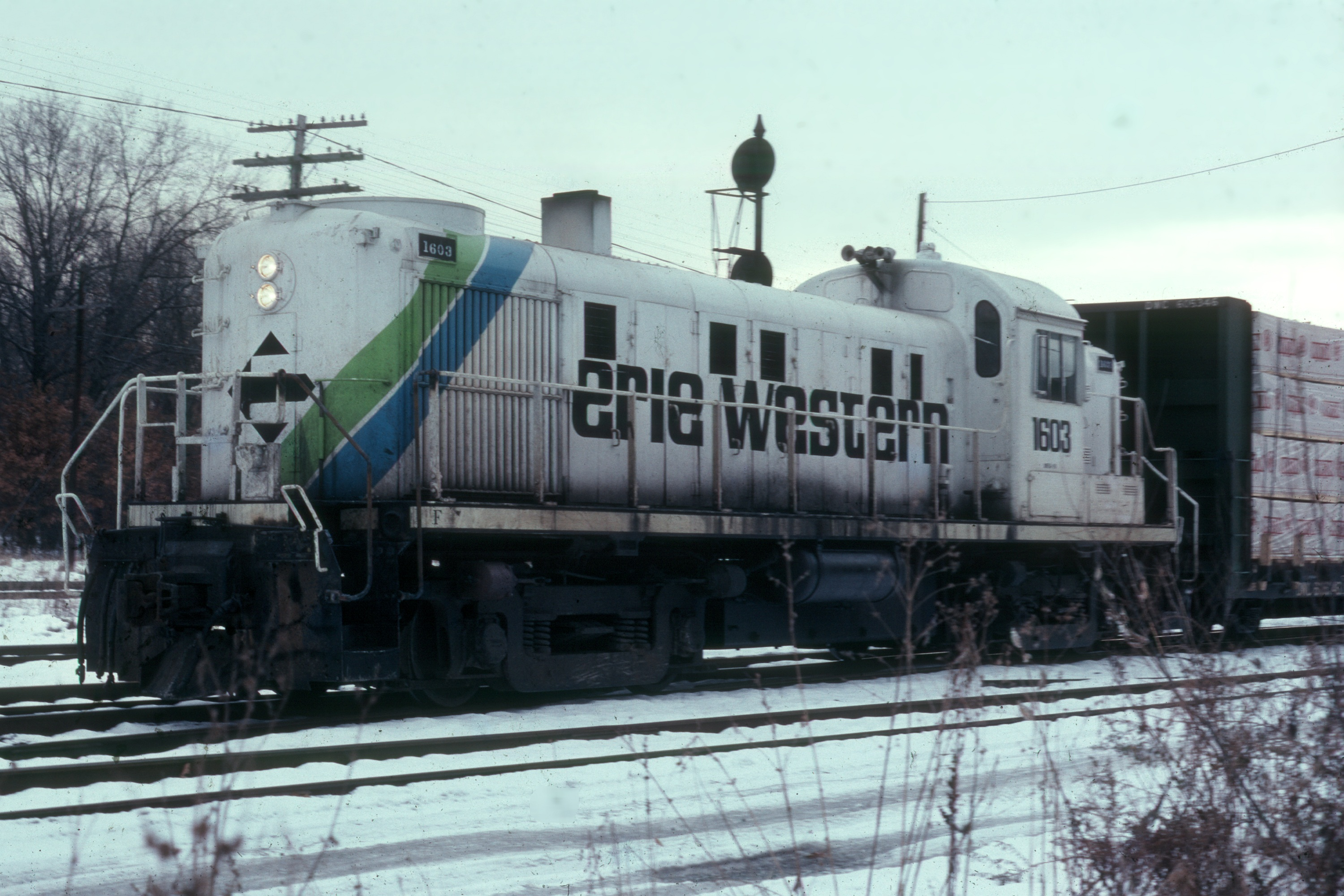
Erie Western-Zug mit ALCO RS-3-Diesellokomotive in Hammond, 1978

Die Holdinggesellschaft Trans-Action Associates des Unternehmers Craig Burroughs, die u. a. bereits die Louisiana Midland Railway betrieb, gründete daraufhin am 1. August 1977 die Erie Western Railway. Tom Hoback, der spätere Gründer der Indiana Rail Road, besetzte eine Leitungsposition im Vertrieb der Erie Western. Am 25. September 1977 übernahm die Erie Western die frühere EL-Hauptstrecke von der Grenze zwischen den Bundesstaaten Ohio und Indiana nahe Wren bis Hammond sowie die vormalige Penn Central-Nebenstrecke von Decatur nach Portland. Ab 15. November 1977, 23:59 Uhr, verfügte die Erie Western ferner über Trackage Rights auf der Strecke der Chicago and Western Indiana Railroad von Hammond bis Pullman Junction in Chicago, wo Übergang zu Belt Railway of Chicago bestand. Die Erie Western nahm auf ihren Strecken sukzessive die Bedienung lokaler Frachtkunden auf; der erste Zug fuhr am 26. September 1977 von Decatur nach Huntington. Neben einem car service order-Mandant der Interstate Commerce Commission erhielt die Erie Western hierfür eine Anschubfinanzierung des Bundesstaats Indiana und des föderalen Local Rail Service Assistance Program.
Die Erie Western beförderte vor allem Getreide, Holz, Dünger, Stahlprodukte, Lebensmittel und Plastik. 1978 richtete die Erie Western zudem eine werktägliche Trailer On Flatcar (TOFC)-Verbindung zwischen Griffith bei Chicago und ihrem Stammsitz Huntington südwestlich von Fort Wayne ein, mit der Lkw-Sattelauflieger befördert wurden. Die erzielten Einnahmen reichten allerdings nicht aus, um den von der EL geforderten Kaufpreis für die Infrastruktur von etwa 75000 Dollar pro Meile zu finanzieren. Zugleich verursachte die großzügig dimensionierte Infrastruktur mit zweigleisig ausgebauten Streckenabschnitten und personenbesetzten Stellwerken signifikante laufende Kosten. Als zudem die staatliche Anschubfinanzierung der Indiana Public Service Commission (PSC) aufgrund von Differenzen zwischen PSC und Erie Western auslief und die Erie Western aus dem für staatliche Zuwendungen essentiellen State Rail Plan gestrichen wurde, beendete die Erie Western ihre Geschäftstätigkeit schließlich am 24. Juni 1979.
Für kurze Zeit übernahm anschließend ab 27. Juni 1979, 23:59 Uhr, die am 15. Mai 1979 durch lokale Frachtkunden gegründete Chicago & Indiana Railroad (CINR) den Betrieb. Hoback und einige andere Erie Western-Mitarbeiter wechselten zur CINR, nicht jedoch Burroughs. Das Streckennetz der CINR entsprach dem der Erie Western, wobei die CINR die Anlagen ebenfalls über den Bundesstaat Indiana mietete. Mangels wirtschaftlicher Tragfähigkeit stellte diese Gesellschaft ihren Betrieb jedoch bereits zum Jahresende 1979 wieder ein. Die frühere EL-Hauptstrecke zwischen der Ohio/Indiana-State Line und Hammond wurde weitgehend an die EL zurückgegeben, die dort in den früheren 1980er-Jahren die Gleisanlagen zurückbauen ließ und die Grundstücke verkaufte. Ausgenommen davon war lediglich der 25 km lange Abschnitt North Judson–Monterey, der durch die neu gegründete Tippecanoe Railroad übernommen wurde.

## Infrastruktur
Der von der Erie Western und Chicago & Indiana genutzte Abschnitt der Erie Lackawanna-Hauptstrecke begann an der Grenze zwischen den Bundesstaaten Ohio und Indiana nahe Wren und führte 256 km Richtung Westen über Decatur, Kingsland, Huntington, Rochester, Monterey und North Judson bis Hammond. Von Huntington bis North Judson war die Strecke in den 1950er-Jahren von der EL von zwei Gleisen auf ein Gleis zurückgebaut, aber mit zentral aus Huntington gesteuerter Centralized Traffic Control (CTC) und langen Ausweichgleisen ausgestattet worden. Von Milepost 193 östlich von North Judson bis Hammond war die Strecke zweigleisig, wobei auf dem 11 km langen Abschnitt von Griffith bis HY Tower vor Hammond die Chesapeake and Ohio Railway (C&O) die Strecke mitbenutzte und Eigentümer eines der beiden Gleise war.
In den im Wabash County gelegenen Weilern Newton und Bolivar, in Delong, North Judson und Kouts sowie Griffith und Highland (beide nahe Hammond) kreuzten oder begannen jeweils Strecken der Penn Central. In North Judson kreuzte ferner eine Strecke der C&O, in Wilders eine Strecke der Louisville and Nashville Railroad (L&W). In Kingsland, Huntington und Rochester kreuzten jeweils Strecken der Norfolk and Western Railway (N&W), in Decatur bestand ebenfalls Übergang zur N&W sowie zu Conrail. In Wren schloss die Strecke der Spencerville and Elgin Railroad an. In Hammond bestand Übergang zur Chicago and Western Indiana Railroad sowie L&W, N&W und Indiana Harbor Belt Railroad, in Griffith auch zur C&O, Grand Trunk Railway und Elgin, Joliet and Eastern Railway (EJ&E). Die Nebenstrecke von Decatur nach Portland führte von Decatur 45,7 km Richtung Süden. Am Endpunkt Portland bestand wiederum Übergang zur N&W. Erie Western bzw. Chicago & Indiana besetzten mehrere lokale Stellwerke, um die zahlreichen Kreuzungen zu sichern.

## Fahrzeuge
Die Erie Western besaß sieben Diesellokomotiven des Herstellers American Locomotive Company (Alco): Drei von der Long Island Rail Road erworbene Maschinen des Typs Century 420 und ab Juni 1978 zudem vier von der Chicago and North Western Transportation übernommene RS-3. Bis zur Übernahme der RS-3 mietete die Erie Western eine EMD NW2 der EJ&E.